# Кривохатько Вадим Вікторович
Кривохатько Вадим Вікторович (нар. 7 січня 1962, село Катеринівка, Щорський район (з 2020 року — Кам'янський район) Дніпропетровської області) — народний депутат України VIII скликання, Член Комітету Верховної Ради України з питань запобігання і протидії корупції.

## Освіта та трудова діяльність
З 1968 року мешкав у селищі Кам'яне Запорізького району (до 2020 року — Вільнянського району) Запорізької області, де у 1977 році закінчив восьмирічну школу та вступив до Запорізького ПТУ № 14. Після його закінчення з 1979 року працював слюсарем 4-го розряду на Янцівському гранітному кар'єрі.
З 1980 до 1982 року проходив службу у Радянській армії. З 1982 по 1991 року служив в органах МВС Української РСР та України, працював оперуповноваженим карного розшуку Шевченківського РВ УМВС України в Запорізькій області.
З 1987 по 1990 року навчався у Київській вищій школі МВС СРСР імені Ф. Е. Дзержинського, де здобув вищу освіту за спеціальністю «Правознавство». У 1991 році, після розпаду Радянського Союзу, звільнився з органів МВС, оскільки побачив, що нова система правоохоронних органів перестає відповідати принципу «служити і захищати».
У 1992 році заснував фермерське господарство «Кривохатько В. В.», яке очолював до 16 березня 2005 року. Залишив цю посаду у зв'язку з переходом на державну службу — до 17 травня 2006 року обіймав посаду голови Вільнянської районної державної адміністрації Запорізької області.
У травні 2006 року повернувся на підприємство в якості найманого працівника. З 2006 року займав посади юриста та старшого юриста фермерського господарства «Кривохатько В. В.».
З 27 листопада 2014 року — народний депутат України.

## Громадсько-політична діяльність
На місцевих виборах 2010 року був обраний депутатом Вільнянської районної ради Запорізької області.
З 2014 року — народний депутат України, член комітету Верховної Ради України з питань протидії і запобігання корупції.
Одружений, має двох дочок.